# 自由民主主義

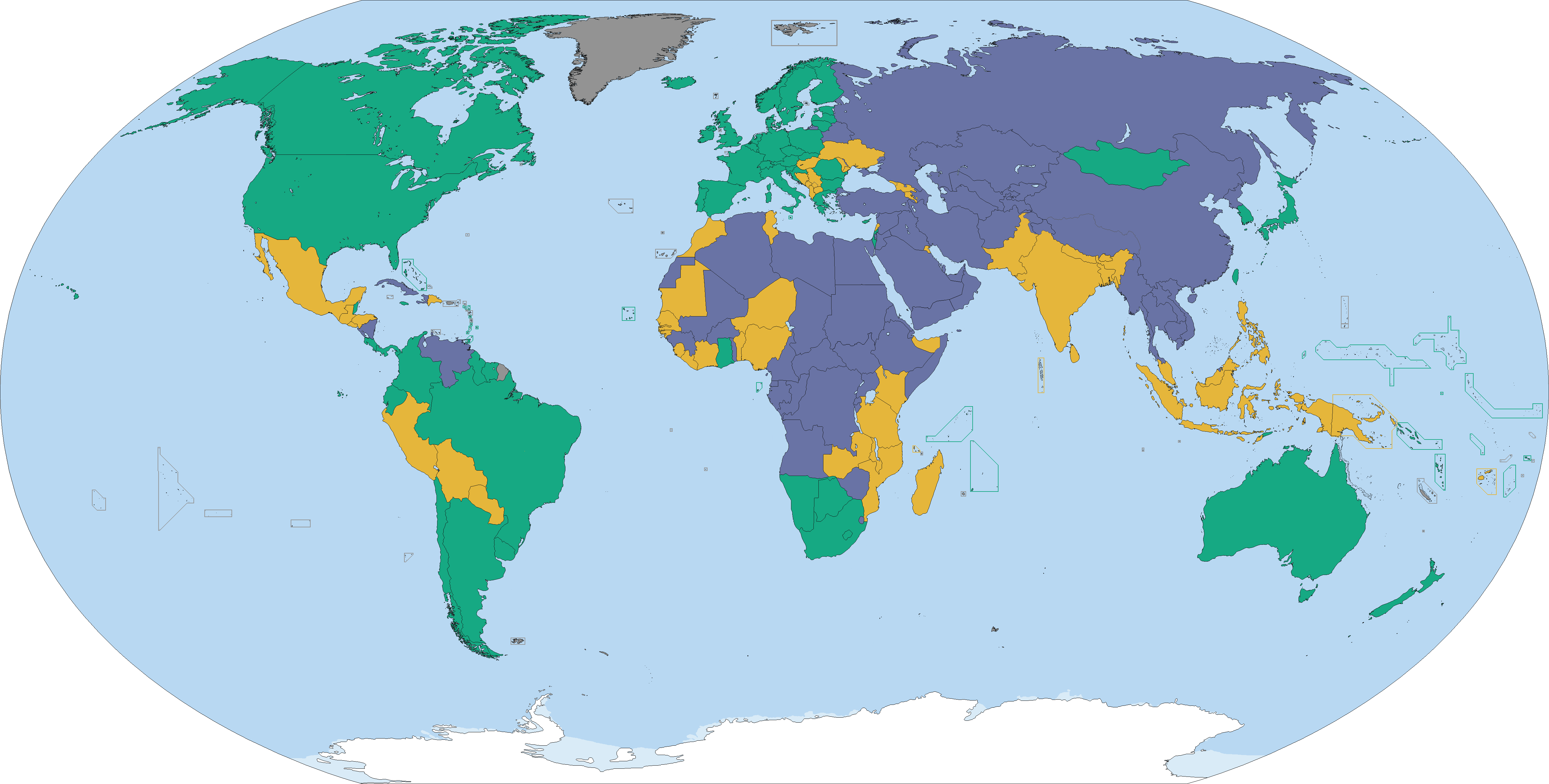
フリーダム・ハウスの2023年の調査に基づく地図。フリーダム・ハウスは緑の国または地域を自由（民主）制としている。この評価には異論もある。
自由（86か国・地域）
部分的に自由（59か国・地域）
不自由（50か国・地域）

自由民主主義（じゆうみんしゅしゅぎ、英: Liberal democracy）または自由民主制（じゆうみんしゅせい）とは、自由主義と民主主義の理念が融合した政治体制。議会制民主主義と複数政党制を統治形態として認めつつ、個人の自由をその運用において重視する政治的イデオロギーである。その思想は基本的人権の尊重と権力分立を原則とし、自由市場経済の優位性を主張する点でリベラリズムに力点をおいている。自由権は憲法により保障されるとの立場から立憲民主主義（英: Constitutional democracy）、あるいはマルクス主義の立場からブルジョア民主主義（英: Bourgeois democracy）、西ヨーロッパで発展した自由を基調とする点から西欧民主主義（英: Western democracy）とも呼ばれる。

## 定義
自由民主主義の原則には、立憲主義による公権力の制限、構成員の言論の自由、参政権、自由選挙などを前提とした議会制民主主義などがあり、構成員の多様な意見や政策が自由な議論と選択によって集団の意思決定に反映される。現代では多くの国では複数政党制を採用している。自由民主主義は政治における市場主義や多元主義でもある。
自由民主制は、アメリカ合衆国、インド、ドイツなどの連邦共和国や、イギリス、スペインなどの立憲君主制のような、複数の形態がある。さらにはアメリカ合衆国などの大統領制、イギリスやイギリス連邦諸国などの議院内閣制、その組み合わせであるフランスなどの半大統領制などの形態も含む場合がある。
実現している国の数をフリーダム・ハウス（アメリカの団体）の報告書で見ると、2020年時点で「自由が保障された国」は82（2015年は89）、「自由が制限された国」は59（同58）、「自由がない国」は54（同45）である。

## 歴史

### 起源
自由民主主義の思想や名称の起源は、啓蒙時代とも呼ばれた18世紀のヨーロッパである。当時は、ヨーロッパ国家の大多数は君主制で、政治権力は君主または貴族が握っていた。古典古代からの政治的理念により民主主義の重要性は低いと考えられ、民主主義は本来的に民衆の変化する気まぐれによって政治が不安定で混沌となると広く信じられていた。さらに民主主義は、本来的に悪性や暴力性を持つ人間の本性とも対立し、民衆の持つ破壊的な衝動を抑えるためには強い指導者が必要であるとも信じられていた。多くのヨーロッパの君主の権力維持は王権神授説となり、その統治権への疑問は冒涜とされた。
これらの保守的な視点は、最初に啓蒙主義知識人の比較的小さなグループによって挑戦を受けた。彼らは人間の出来事は理性と、自由と平等の原則によって制御されるべきと信じた。彼らは「全ての人間は平等に作られた」のであり、そのため政治的な権威は「高貴な血」によっては正当化されない、と主張した。この「高貴な血」は、神との特別な関係や、あるいは人が他の人よりも優越すると主張する他の属性などである。彼らはさらに、政府は民衆に仕えるために存在し、逆ではなく、支配する者を法が支配すべきと主張した（法の支配）。

### 市民革命
18世紀末の近くには、これらの概念はフランス革命やアメリカ合衆国の独立に影響し、自由主義の思想の誕生となり、啓蒙思想の原理を実践に適用した政治体制が創立された。これらの政治体制のいずれも、正確には今日呼ばれる「自由民主主義」ではなく、最大の相違として投票の権利はまだ少数の人間に制限されていた。フランスでの試みは短命で終わったが、これらは後に成長した自由民主主義の原型となった。これらの政治体制の支持者が「自由主義者」（liberals、リベラルズ）と呼ばれたため、これらの政治思想や体制は「自由民主主義、自由民主制」(liberal democracy)と呼ばれるようになった。

### 普及
最初の原型的な自由民主制が創立された時は、自由主義は極論で、国際的な平和や安定を脅かす危険で過激な思想とみなされていた。保守的な王党派は自由主義や民主主義に反対し、自分自身を伝統的な価値や物事の自然な秩序を守るものと考えた。若きフランス第一共和政の実権をナポレオン・ボナパルトが握り、フランス第一帝政に再編成してヨーロッパの大半を征服し続けると、保守派の民主主義への批判は高まった。ナポレオンが最終的に敗北すると、自由主義や民主主義のこれ以上の広がりを防ぐためにヨーロッパで神聖同盟が形成された。しかし自由民主主義の思想はすぐに一般民衆に幅広く広がり、19世紀の間には伝統的な王党派は継続的に守勢となり消滅していった。
改革や革命は、多くのヨーロッパ諸国での自由民主主義への移行を促進した。自由主義は過激な思想として生まれたが、政治的な主流の一部となった。同時に、自由民主主義の概念を採用した多数の非自由主義思想も開発され、伝統的な王党派はより過激な思想とみなされるようになり、自由民主主義はより主流となった。19世紀の末には、自由民主主義はもはや単なる「自由主義の」思想ではなくなり、多数の異なった思想によって構成される概念の1つとなった。
第一次世界大戦後は勢力を拡大、日本でも大正デモクラシーが起きたが、その後世界的に全体主義の時代が到来し、第二次世界大戦を迎える。その後も冷戦やアジア・アフリカ独立後の不安定な状況などにより、自由民主主義体制は一部に留まった。冷戦終結後は、自由民主主義は政府理論の中で支配的な地位を占めるようになった。

### 現在
自由民主主義は啓蒙主義的な自由主義の主張から生まれたが、当初より民主主義と自由主義の間の対立が存在する。この矛盾（自由からの逃走）は、冷戦の終結により共通の敵がいなくなったことで顕在化することになると、外山恒一は指摘している。
特に古典的自由主義体制における自由主義思想は個人主義が強く、国家の個人に対する権力を制限しようとする。反対に、民主主義の一部では経済的な平等を目指して集産主義など政府や集団の力を強化しようとする。「自由民主主義は、自由主義的な個人主義と、民主主義的な集産主義の間の妥協である」という立場もあり、この立場からは、非自由主義的民主主義や自由主義的専制などの視点の存在が、その証明として挙げられる場合がある。他方では、伝統的な自由主義と民主主義的な政府は、単なる組み合わせではなく、政治的平等の概念を底流として発生した相互に必須の存在であるという立場もある。
調査組織のFreedom Houseは現在、自由民主主義の簡潔な定義を「自由権を保護した選挙による民主主義」としている。

## 党名
「自由民主党」という党名の政党は多数あるが、「自由民主主義」を掲げている場合と、必ずしもそうでは無い場合がある。
当初より自由民主主義を掲げている政党の例には、イギリスの自由民主党やドイツの自由民主党(FDP)などがある。
日本の自由民主党は、自由党と日本民主党が合併して結党された。結党時の「党の政綱」には「外交の基調を自由民主主義諸国との協力提携に置いて」との記載がある。また、党名を公募した際に最多となったのは「日本保守党」であったが、「選挙に不利」という理由で自由民主主義を最も端的に表す「自由民主党」を党名として採用した経緯がある。
ロシア自由民主党は、ソビエト連邦の崩壊を受けてアラスカ等のロシア帝国の領土の回復や反ユダヤ主義を標榜しており、通常は極右政党と呼ばれている。